# Otto von Limburg-Styrum
Otto von Limburg-Styrum (* 1620; † 27. August 1679 auf Kasteel Borculo in Borculo) war durch Abstammung Graf von Limburg, durch Erbe Graf von Bronckhorst und Herr zu Borculo. Bannerherr von Geldern und Zutphen.

## Leben
Er war der erstgeborene Sohn des Grafen Hermann Otto I. von Limburg-Styrum und Anna Magdalene, Freiin Spies von Büllesheim zu Frechen.
Sein Vater Hermann Otto teilte sein Erbe unter seinen Söhnen auf, wobei nach dessen Tod im Jahr 1644 Graf Otto die Grafschaft Bronckhorst und die Herrschaft Borculo erbte, Graf Adolf Ernst die Herrschaft Gemen und Graf Moritz die Herrschaft Styrum.
Er war 1643 Rittmeister bei der Kavallerie der Vereinigten Niederlande. Beim Zweiten Nordischem Krieg stand er in Diensten des Schwedischen Königs Karl X. Gustav.
Als Generalmajor bei der Infanterie nahm er am 11. August 1674 an der Schlacht bei Seneffe teil.

## Familie
Er heiratete in Buren am 15. Juni 1643 Gräfin Elisabeth Charlotte von Dohna-Carwinden (* 14. Januar 1625 Karwinden; † 18. März 1691 Kasteel Borculo), Tochter von Christoph von Dohna und Ursula Gräfin von Solms-Braunfels. Sie hatten folgende Nachkommen:
- Otto Christoph (* um 1645; † 1673 Breda)
- Amelia Louise Wilhelmina (* 16. Oktober 1646 Kasteel Borculo; † um 1721)
- Friedrich Wilhelm (* 12. Juli 1649 Kasteel Borculo; † 13. Juli 1722 ebenda), Bannerherr von Geldern und Zutphen

⚭ 11. Februar 1683 in Leeuwarden mit Lucia von Aylva, (* 5. August 1660 Ternaard; † 25. Mai 1722 Kasteel Borculo)
- Karl (* 1. September 1650; † 1657)
- Maria Ursula (* um 1652; † um 1718)
- Gustav (* 1655; † 14. Juli 1661)
- Adolf Gelder (* 3. August 1659 Kasteel Borculo; † 7. August 1676 Maastricht)
- Georg Albrecht (* 12. April 1661 Kasteel Borculo; † 1. Juli 1690 bei der Schlacht bei Fleurus)

⚭ 2. Februar 1684 in Scheveningen mit Elisabeth Philippina von den Boetzelaer (* 15. Juli 1663 ’s-Gravenhage; † 19. Oktober 1692 London), zeitweise Lady of the Bedchamber von Maria Beatrice d’Este
| Vorgänger                          | Amt                                            | Nachfolger                        |
| ---------------------------------- | ---------------------------------------------- | --------------------------------- |
| Hermann Otto I. von Limburg-Styrum | Graf von Bronckhorst Herr zu Borculo 1644–1679 | Georg Albrecht von Limburg-Styrum |

| Personendaten    | Personendaten            |
| ---------------- | ------------------------ |
| NAME             | Limburg-Styrum, Otto von |
| KURZBESCHREIBUNG | Adeliger und Militär     |
| GEBURTSDATUM     | 1620                     |
| STERBEDATUM      | 27. August 1679          |
| STERBEORT        | Borculo                  |